# La Gòrça
Lagòrça (en francès Lagorce) és un municipi francès situat al departament de l'Ardecha i a la regió d'Alvèrnia-Roine-Alps. L'any 2007 tenia 908 habitants.

## Demografia

### Població
El 2007 la població de fet de Lagorce era de 908 persones. Hi havia 388 famílies de les quals 120 eren unipersonals (66 homes vivint sols i 54 dones vivint soles), 128 parelles sense fills, 117 parelles amb fills i 23 famílies monoparentals amb fills.
La població ha evolucionat segons el següent gràfic:
Habitants censats

### Habitatges
El 2007 hi havia 702 habitatges, 400 eren l'habitatge principal de la família, 265 eren segones residències i 37 estaven desocupats. 641 eren cases i 46 eren apartaments. Dels 400 habitatges principals, 305 estaven ocupats pels seus propietaris, 71 estaven llogats i ocupats pels llogaters i 24 estaven cedits a títol gratuït; 4 tenien una cambra, 18 en tenien dues, 80 en tenien tres, 119 en tenien quatre i 180 en tenien cinc o més. 307 habitatges disposaven pel capbaix d'una plaça de pàrquing. A 198 habitatges hi havia un automòbil i a 176 n'hi havia dos o més.

### Piràmide de població
La piràmide de població per edats i sexe el 2009 era:
| Homes | Edats   | Dones |
| ----- | ------- | ----- |
| 0     | 95 o +  | 4     |
| 0     | 90 a 94 | 0     |
| 8     | 85 a 89 | 4     |
| 4     | 80 a 84 | 16    |
| 20    | 75 a 79 | 12    |
| 24    | 70 a 74 | 24    |
| 12    | 65 a 69 | 20    |
| 32    | 60 a 64 | 24    |
| 8     | 55 a 59 | 8     |
| 32    | 50 a 54 | 24    |
| 20    | 45 a 49 | 48    |
| 24    | 40 a 44 | 24    |
| 28    | 35 a 39 | 16    |
| 20    | 30 a 34 | 8     |
| 12    | 25 a 29 | 24    |
| 20    | 20 a 24 | 16    |
| 52    | 15 a 19 | 16    |
| 20    | 10 a 14 | 36    |
| 16    | 5 a 9   | 12    |
| 20    | 0 a 4   | 12    |

## Economia
El 2007 la població en edat de treballar era de 562 persones, 385 eren actives i 177 eren inactives. De les 385 persones actives 327 estaven ocupades (182 homes i 145 dones) i 58 estaven aturades (25 homes i 33 dones). De les 177 persones inactives 85 estaven jubilades, 31 estaven estudiant i 61 estaven classificades com a «altres inactius».

### Ingressos
El 2009 a Lagorce hi havia 385 unitats fiscals que integraven 918 persones, la mediana anual d'ingressos fiscals per persona era de 17.118 €.

### Activitats econòmiques
Dels 52 establiments que hi havia el 2007, 4 eren d'empreses de fabricació d'altres productes industrials, 6 d'empreses de construcció, 11 d'empreses de comerç i reparació d'automòbils, 1 d'una empresa de transport, 15 d'empreses d'hostatgeria i restauració, 2 d'empreses d'informació i comunicació, 2 d'empreses financeres, 2 d'empreses immobiliàries, 7 d'empreses de serveis, 1 d'una entitat de l'administració pública i 1 d'una empresa classificada com a «altres activitats de serveis».
Dels 8 establiments de servei als particulars que hi havia el 2009, 3 eren paletes, 1 lampisteria, 2 electricistes i 2 restaurants.
L'únic establiment comercial que hi havia el 2009 era una botiga de menys de 120 m².
L'any 2000 a Lagorce hi havia 43 explotacions agrícoles que ocupaven un total de 726 hectàrees.

## Equipaments sanitaris i escolars
El 2009 hi havia una escola elemental.

## Poblacions més properes
El següent diagrama mostra les poblacions més properes.